# Anolis zeus
Anolis zeus (аноліс Зевса) — вид ігуаноподібних ящірок родини анолісових (Dactyloidae). Ендемік Гондурасу.

## Поширення і екологія
Аноліси Зевса мешкають на низовинах і в передгір'ях гір Номбре-де-Діос на півночі Гондурасу. Вони живуть в підліску і лісовій підстилці вологих тропічних лісів, на висоті від 90 до 900 м над рівнем моря.

## Збереження
МСОП класифікує цей вид як такий, що перебуває під загрозою зникнення. Anolis zeus загрожує знищення природного середовища.